# Chicago (bài hát của Michael Jackson)
"Chicago" là một bài hát của ca sĩ người Mỹ Michael Jackson. Bài hát ban đầu được sáng tác bởi Cory Rooney và thu âm trong quá trình thực hiện album Invincible với cái tên "She Was Lovin' Me". Jackson đã thu âm bài hát này trong khoảng thời gian cuối tháng ba đến giữa tháng tư năm 1999.
Dù vậy, bài hát cuối cùng lại không được chọn để đưa vào album Invincible và không được phát hành công khai trong vòng 15 năm. Sau khi Jackson qua đời, Rooney đã hợp tác với cháu trai của ông Taryll Jackson, sản xuất lại bài hát vào năm 2010. Một phiên bản làm lại của bài hát được phát hành cho album thứ 2 phát hành sau khi qua đời của Jackson Xscape (2014).
Ban đầu, "Chicago" được chọn sẽ làm bài hát mở đầu album Xscape. Tuy nhiên, kế hoạch đã bị thay đổi và "Love Never Felt So Good" đã được chọn thay thế.

## Xếp hạng
| Bảng xếp hạng (2014)                     | Vị trí cao nhất |
| ---------------------------------------- | --------------- |
| Pháp (SNEP)                              | 127             |
| Hà Lan (Single Top 100)                  | 53              |
| South Korea (Gaon)                       | 103             |
| South Korea International Songs (Gaon)   | 7               |
| Hoa Kỳ Hot R&B/Hip-Hop Songs (Billboard) | 50              |